# Regierungsbezirk Trier
| Regierungsbezirk Trier                               | Regierungsbezirk Trier                           |
| ---------------------------------------------------- | ------------------------------------------------ |
| Bestaansperiode                                      | 1816–1999                                        |
| Behoorde tot                                         | 1816–1946 Rijnprovincie 1946–1999 Rijnland-Palts |
| Hoofdstad                                            | Trier                                            |
| Aantal gemeenten                                     | 557 (1995)                                       |
| Oppervlakte                                          | 4.922,64 km² (1995)                              |
| Inwoneraantal                                        | 503.234 (1995)                                   |
| Bevolkingsdichtheid                                  | 102 inw./km²                                     |
| Locatie van Regierungsbezirk Trier in Rijnland-Palts |                                                  |
|                                                      |                                                  |

De Regierungsbezirk Trier was een van de drie Regierungsbezirken (bestuurlijke regio's) in Rijnland-Palts en daarvoor een Pruisische Rijnprovincie. Het omvatte het westelijke deel van het land Rijnland-Palts. Met de herstructurering van het Landsbestuur op 1 januari 2000 werden de Regierungsbezirken opgeheven.

## Voormalige onderverdeling
| Landkreis                                                        | Kreisfreie Stadt |
| ---------------------------------------------------------------- | ---------------- |
| 1. Bernkastel-Wittlich 2. Bitburg-Prüm 3. Daun 4. Trier-Saarburg | - Trier          |

(Stand bij de opheffing op 31 december 1999)